# 黄金双价制
黄金双价制就是指两种黄金市场实行两种不同价格的制度。
在官方之间的市场上，仍然实行35美元等于1盎司的比价；而在私人黄金市场上，美国不再按35美元等于1盎司黄金这一价格供应黄金，金价听凭供求关系决定。这样，私人市场上的金价就随风上涨，逐渐拉开了与黄金官价的距离。黄金双价制实际上意味着黄金——美元为中心的布雷顿森林体系的局部崩溃。